# Геддерт
Геддерт (нім. Heddert) — громада в Німеччині, розташована в землі Рейнланд-Пфальц. Входить до складу району Трір-Саарбург. Складова частина об'єднання громад Кель-ам-Зе.
Площа — 4,90 км2. Населення становить 263 ос. (станом на 31 грудня 2020).